# Скаржиський повіт
Скаржиський повіт (пол. powiat skarżyski) — один з 13 земських повітів Свентокшиського воєводства Польщі.
Утворений 1 січня 1999 року в результаті адміністративної реформи.

## Загальні дані
Повіт знаходиться у північній частині воєводства.
Адміністративний центр — місто Скаржиско-Каменна.
Станом на 1.01.2008 населення становить 79 292 осіб, площа 395,43 км².

## Демографія
Демографічні дані повіту станом на 30.06.2006:
|       | Всього | Всього | Жінки  | Жінки | Чоловіки | Чоловіки |
| ----- | ------ | ------ | ------ | ----- | -------- | -------- |
|       | осіб   | %      | осіб   | %     | осіб     | %        |
| Повіт | 80 024 | 100    | 41 567 | 51,9  | 38 457   | 48,1     |
| Міста | 58 042 | 100    | 30 371 | 52,3  | 27 671   | 47,7     |
| Села  | 21 982 | 100    | 11 196 | 50,9  | 10 786   | 49,1     |